# Nočno življenje (film)
Nočno življenje je slovenski dramski film iz leta 2016 v režiji Damjana Kozoleta po scenariju Kozoleta, Ognjena Sviličića in Urše Menart. Film prikazuje zgodbo o znanem odvetniku, ki ga ponoči najdejo ob ljubljanski vpadnici. Napol zavesten leži na pločniku, po telesu ima številne pasje ugrize. Medtem ko se zdravniki v Kliničnem centru borijo za odvetnikovo življenje, se njegova žena sooča s šokom in svojimi najglobljimi strahovi. V eni noči prekrši vse moralne vrednote, ki jih v življenju zagovarja. Kozole je za film prejel nagrado za najboljšo režijo na 51. festivalu v Karlovih Varih.

## Igralci
- Pia Zemljič kot Lea Potokar
- Jernej Šugman kot Milan Potokar
- Marko Mandić kot Bojan Kenda
- Peter Musevski kot Rozman
- Petre Arsovski kot dr. Nikolovski
- Jana Zupančič kot Tanja
- Dejan Spasić kot dr. Tomič
- Mojca Partljič kot sestra Vesna
- Matija Vastl kot dr. Dolenc
- Andrej Murenc kot policist
- Blaž Šef kot policist

## Nagrade
- kristalni globus za najboljšo režijo, Karlovy Vary IFF, 2016
- nagrada za najboljšo režijo, Avvantura film festival Zadar, 2016
- nagrada za najboljšo režijo, FSF Portorož, 2016
- nagrada za najboljšo igralko (Pia Zemljič), FSF Portorož, 2016
- nagrada za najboljšo moško stransko vlogo (Vastl, Spasić, Arsovski), FSF Portorož, 2016
- nagrada za najboljšo scenografijo (Milavec, Zinaić), FSF Portorož, 2016
- Štigličeva nagrada za režijo, 2017
- nagrada kritikov, FEST Beograd, 2017
- nagrada Živojina Pavlovića za režijo, Leskovac IFF, 2017
- nagrada za najboljšo režijo, Buenos Aires Al Este del Plata, 2017